# Мандорлини, Андреа
Андреа Мандорлини (итал. Andrea Mandorlini; род. 17 июля 1960, Равенна, Эмилия-Романья) — итальянский футболист, защитник; тренер. Экс-игрок молодёжной сборной Италии.

## Карьера

### Игровая
Мандорлини дебютировал в профессиональном футболе 4 февраля 1979 года, выступая за клуб «Торино». Он покинул Турин в 1980 году, чтобы присоединиться к команде Серии B — «Аталанте». После трёх сезонов с «Асколи», с 1981 по 1984 год, он подписал контракт с миланским «Интером», где играл до 1991 года. С «нерадзурри» он выиграл чемпионат Серии А («скудетто») в 1989 году и Кубок УЕФА в 1991 году. После двух сезонов с «Удинезе», с 1991 по 1993 год, он объявил о своём уходе из футбола.

### Тренерская
24 апреля 2018 года назначен главным тренером клуба Серии B «Кремонезе».

## Достижения
В качестве игрока
 «Интер»
- Чемпион Италии: 1988/89
- Обладатель Суперкубка Италии: 1989
- Обладатель Кубка УЕФА: 1990/91

В качестве тренера
 ЧФР
- Чемпион Румынии: 2009/10
- Обладатель Кубка Румынии: 2009/10
- Обладатель Суперкубка Румынии: 2010